# Erythemis collocata
Erythemis collocata (tên tiếng Anh là Western Pondhawk) là một loài chuồn chuồn ngô thuộc họ Libellulidae, bản địa của miền tây Hoa Kỳ và México.

## Hình ảnh

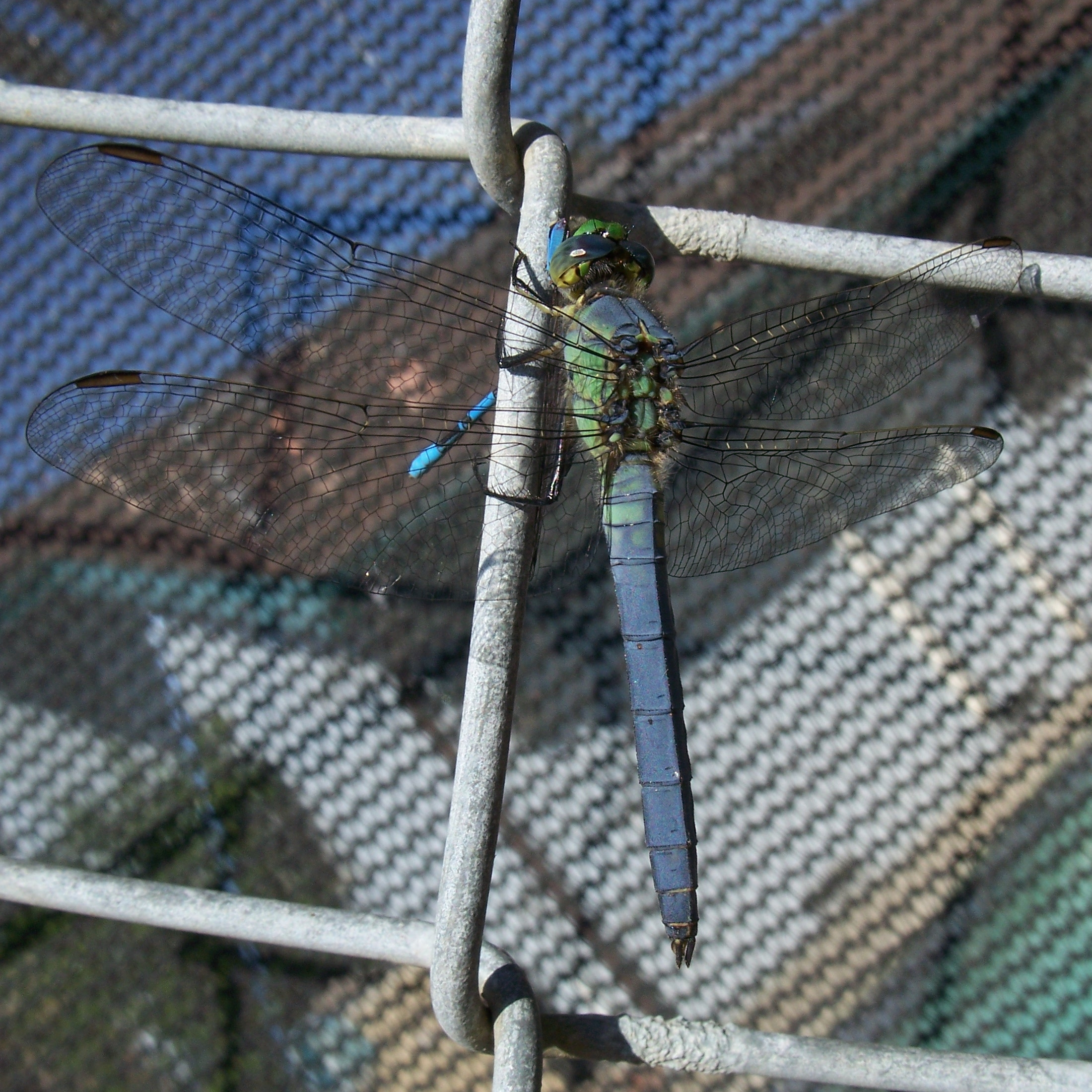
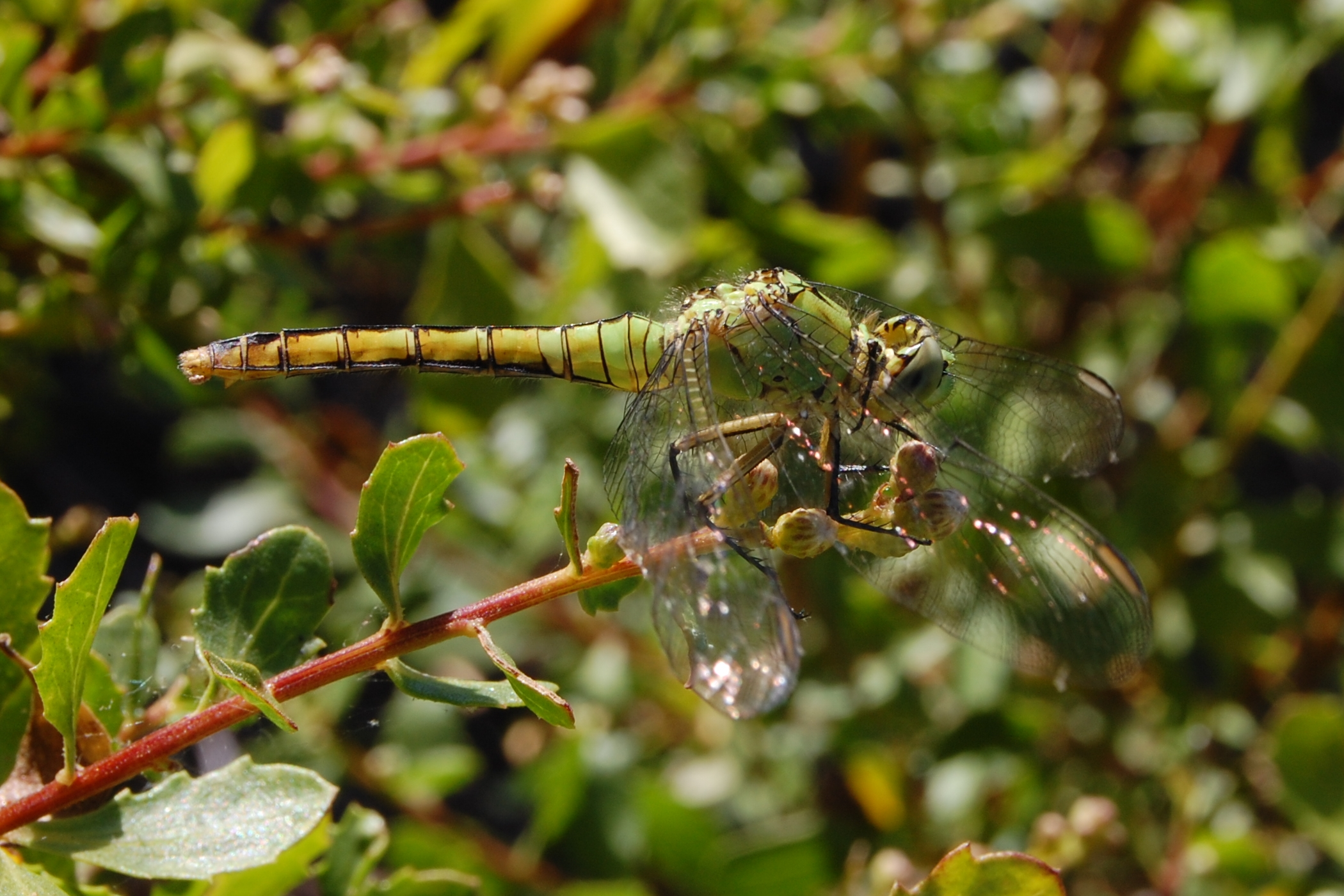
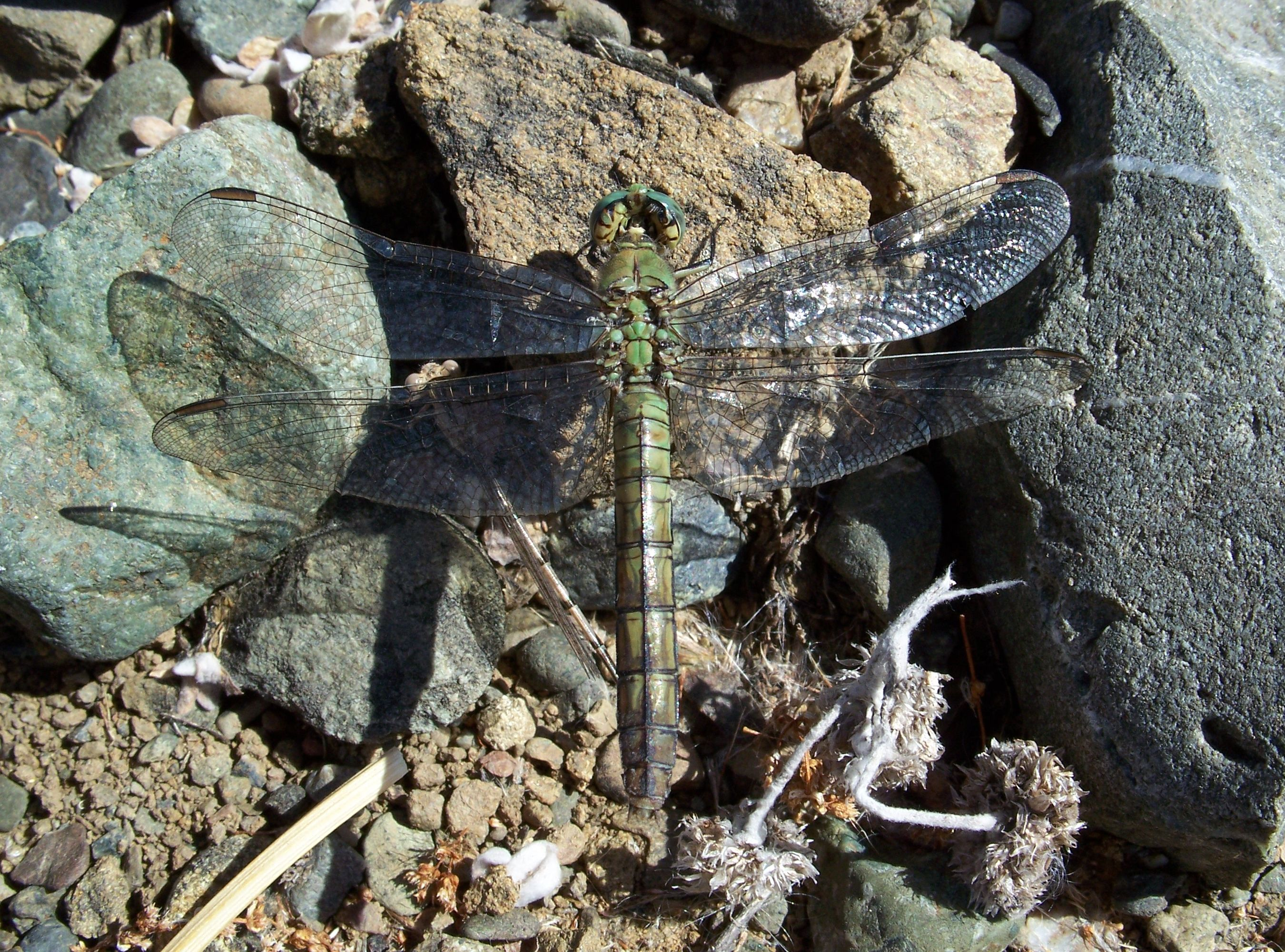
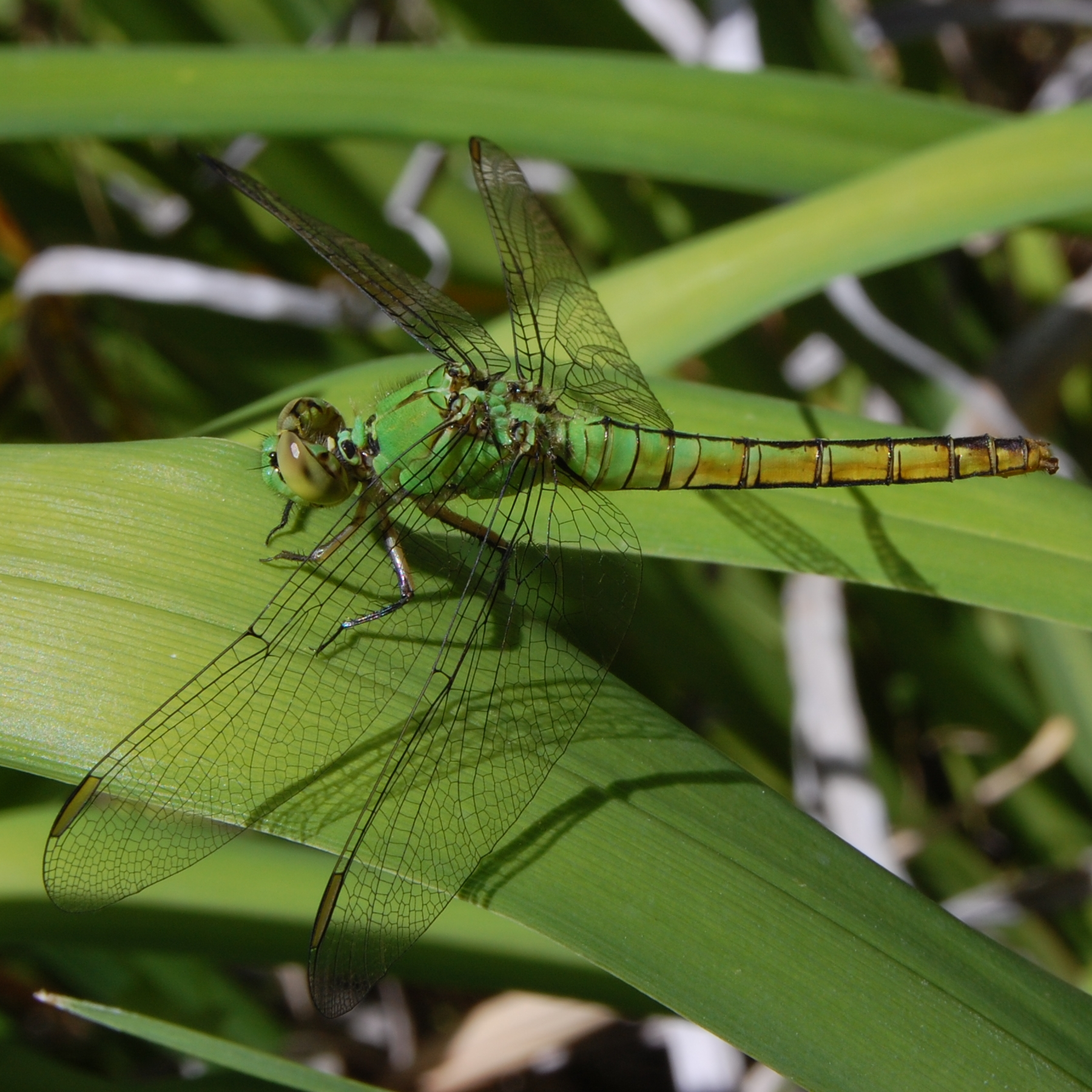